# فاكوندو بيريز كاسترو
فاكوندو بيريز كاسترو (بالإسبانية: Facundo Pérez Castro)‏ (7 أغسطس 1981 في الأرجنتين - ) هو لاعب كرة قدم أرجنتيني في مركز الوسط. شارك مع منتخب الأرجنتين تحت 20 سنة لكرة القدم. أما مع النوادي، فقد لعب مع أرجنتينوس جونيورز وأرسنال ساراندي وأوليمبياكوس فولو وخميناسيا خوخوي وديفنسا خوستيكا وشانغهاي غرينلاند شينهوا وسان مارتين دي توكومان ‏.

## وصلات خارجية
- فاكوندو بيريز كاسترو على موقع قاعدة بيانات كرة القدم.إي يو (الإنجليزية)